# Raabova vila
Raabova vila je kulturní památka v Písku. Nachází se na severovýchodě města, na adrese Sedláčkova 434/1 na rohu Táborské ulice. Vznikla v roce 1901 podle návrhu architekta Dušana Jurkoviče. 
Vilu si nechal zbudovat tehdejší průmyslník Adolf Raab v místech své budoucí továrny (dnes tato oblast slouží jako průmyslový areál) a rychle se rozvíjející části města Písku v blízkosti nádraží Písek město. Sloužit měla nejen k bydlení jeho rodiny, ale také i pro administrativní pracovníky z továrny. Tvoří ji celkem tři byty a jeden podkrovní pokoj.
Dušana Jurkoviče si vybral nejspíše podle zkušeností svého kolegy, průmyslníka Antonína Kunze, kterému Jurkovič navrhl továrnu v Hranicích. Raabova vila byla první samostatnou stavbou, kterou Jurkovič navrhl; na Písek unikátní objekt vznikl s inspirací slovenské a švýcarské lidové architektury. Několikapatrová vila má unikátní členěnou střechu, kterou podpírají dřevěné vyřezávané trámy. Dominantním prvkem stavby je malba svatého Václava s nápisem Sv. Václave, pros za nás! Vila měla ve své době přelomu 19. a 20. století revolučně strohou fasádu, kterou Jurkovič požadoval.
Vila je památkově chráněna od roku 1958. Veřejnosti není přístupná.